# آبنبات (فیلم ۱۹۶۸)
آبنبات (انگلیسی: Candy) فیلمی در سبک طنز جنسی محصول سال ۱۹۶۸ است که به کارگردانی کریستین مارکون و براساس فیلمنامه‌ای از باک هنری ساخته شده است. این فیلم اقتباسی است از رمان کندی نوشتهٔ تری ساترن و میسن هوفنبرگ که در سال ۱۹۵۸ منتشر شد. این اثر با نگاهی طنزآمیز، داستان‌های پورنوگرافیک را از خلال ماجراجویی‌های شخصیت ساده‌دل و بی‌تجربه‌ای به نام کندی، با بازی اوا آئولین، به سخره می‌گیرد. از جمله بازیگران فیلم می‌توان به شارل آزناوور، مارلون براندو، ریچارد برتون، جیمز کابرن، جان هیوستن، والتر ماتائو و رینگو استار اشاره کرد. چهره‌های مشهور دیگری همچون شوگر ری رابینسون، آنیتا پلنبرگ، فلوریندا بولکان، ماریلو تولو، نیکولتا ماکیاولی، امبرتو اورسینی و انریکو ماریا سالرنو نیز در نقش‌های کوتاهی ظاهر شده‌اند.

## داستان
کندی کریستین، دانش‌آموز دبیرستانی، در کلاس علوم اجتماعی پدرش، در رؤیایی غرق می‌شود که در آن گویی از فضا به زمین می‌آید. پس از یک شب شعر در مدرسه، شاعر عجیب‌وغریب ولزی، مک‌فیستو، به او پیشنهاد می‌دهد که با لیموزینش او را به خانه برساند. در راه، مک‌فیستو سعی می‌کند به کندی تجاوز کند اما به‌دلیل مستی مفرط ناتوان می‌ماند. با کمک باغبان مکزیکی‌شان، امانوئل، کندی او را به داخل خانه می‌برد تا لباس‌های خیسانده‌شده‌اش را عوض کند. در زیرزمین، مک‌فیستو در حالی که با یک مانکن هم‌آغوشی می‌کند، شعر می‌خواند. همین باعث می‌شود که امانوئل نیز به کندی تعرض کند. پدر خشک‌مسلک کندی که صحنه را می‌بیند، تصمیم می‌گیرد او را به نیویورک نزد برادر دوقلویش جک و همسرش لیویا بفرستد.
در فرودگاه، سه خواهر انتقام‌جوی امانوئل به خانواده حمله می‌کنند و کندی را متهم به گمراه‌کردن برادرشان می‌کنند. در جریان این درگیری، پدر کندی از ناحیهٔ سر آسیب می‌بیند و بیهوش می‌شود. خانواده با سوار شدن به هواپیمای نظامی‌ای که توسط ژنرال اسمیت هدایت می‌شود، می‌گریزند. در ازای انتقال خون برای پدرش، ژنرال از کندی می‌خواهد لباس‌هایش را درآورد تا با او نزدیکی کند. اما به‌طور تصادفی دکمهٔ پرش چتربازها را فشار می‌دهد و خودش نیز پس از آن از هواپیما می‌پرد ولی چتر نجاتش را درست نمی‌بندد.
در نیویورک، دکتر کرنکهایت با دقت در برابر تماشاگران روی پدر کندی جراحی می‌کند. در مهمانی بعد از عمل، عموی کندی سعی می‌کند به او نزدیک شود، و مدیر بیمارستان، دکتر دان‌لپ، به او برای رفتارش پرخاش می‌کند، و کندی از هوش می‌رود. دکتر کرنکهایت او را به اتاقی دیگر می‌برد و وانمود می‌کند که در حال معاینهٔ اوست، اما او را فریب داده و با او نزدیکی می‌کند. کندی در جستجوی پدرش به اتاق عمل بازمی‌گردد و درمی‌یابد که دکتر کرنکهایت تمام پرستاران را با حروف اختصاری نام خود داغ زده و قصد دارد همین کار را با لیویا انجام دهد. هنگامی که می‌خواهد کندی را هم اسیر کند، او از بیمارستان می‌گریزد.
در خیابان‌های منهتن، کندی به میخانه‌ای سیسیلی در گرینویچ ویلیج پناه می‌برد که گروهی گنگستر به او حمله می‌کنند. فیلم‌سازی زیرزمینی به نام جاناتان جی. جان، او را به دستشویی مردانه می‌برد و از او فیلم می‌گیرد. درحالی‌که لوله‌ها می‌ترکند و اتاق پر از آب می‌شود، دو پلیس از راه می‌رسند و جاناتان را کتک می‌زنند و کندی درحالی‌که خیس شده می‌گریزد.
در سنترال پارک، کندی با گوژپشتی آشنا می‌شود که او را به قصری متروکه می‌برد. دزدان وارد قصر می‌شوند و آن را غارت می‌کنند، و همان‌جا گوژپشت روی یک پیانوی بزرگ به کندی تجاوز می‌کند. پلیس‌ها که او را بازداشت کرده‌اند، نقشه می‌کشند تا بازرسی بدنی توهین‌آمیزی انجام دهند، اما خودرویشان از کنترل خارج شده و به باشگاهی پر از دگرپوش‌ها می‌کوبد. در هرج‌ومرج ایجادشده، کندی باز هم می‌گریزد.
صبح روز بعد، کندی سوار بر قسمت پشتی یک کامیون باری می‌شود که به‌تازگی مشخص می‌شود محل اقامت گورو و قلابی‌ای به نام گرایندل است. او «هفت مرحلهٔ روشن‌ضمیری» را بهانه می‌کند تا با کندی رابطهٔ جنسی برقرار کند. پس از چند روز سفر، گرایندل به کندی می‌گوید که راهنمای دیگری او را در ادامهٔ مسیر همراهی خواهد کرد. در کالیفرنیا، پلیس‌های نیویورک او را در بیابان تعقیب می‌کنند، اما کندی آن‌ها را فریب می‌دهد.
پس از آن، کندی راهنمای جدیدش را می‌یابد: مردی با عبایی بلند، با یک تُکان بر شانه و چهره‌ای پوشیده از گل سفید. آن‌ها وارد معبدی هندویی در زیر زمین می‌شوند که بخشی از آن در اثر فرضیهٔ تغییر فاجعه‌بار محور زمین فرو می‌ریزد. آن‌ها با یکدیگر رابطهٔ جنسی برقرار می‌کنند، و چهرهٔ مرد شسته می‌شود، و کندی با حیرت درمی‌یابد که او درواقع پدر آسیب‌دیده‌اش از نظر مغزی است.
در پایان، کندی در دشتی سرسبز قدم می‌زند، در میان پرچم‌هایی در حال اهتزاز و هیپی‌هایی که موسیقی می‌نوازند، و با بسیاری از شخصیت‌هایی که در طول فیلم دیده بود، دوباره روبه‌رو می‌شود و سپس به فضای بیرونی بازمی‌گردد.

## بازیگران
- اوا آئولین در نقش کندی کریستین
- شارل آزناوور در نقش گوژپشت
- مارلون براندو در نقش گرایندل
- ریچارد برتون در نقش مک‌فیستو
- جیمز کابرن در نقش دکتر آبراهام کرنکهایت
- جان هیوستن در نقش دکتر کالوین دان‌لپ
- والتر ماتائو در نقش ژنرال اسمیت
- رینگو استار در نقش امانوئل
- جان آستین در نقش تی.ام. کریستین / جک کریستین
- الزا مارتینلی در نقش لیویا کریستین
- شوگر ری رابینسون در نقش زیرو
- آنیتا پلنبرگ در نقش پرستار بولاک
- لیا پادوانی در نقش سیلویا فونتِلیولو
- فلورندا بولکان در نقش لولیتا
- ماریلو تولو در نقش کونچیتا
- نیکولتا ماکیاولی در نقش مارکی‌تا
- امبرتو اورسینی در نقش مرد قلدر
- انریکو ماریا سالرنو در نقش جاناتان جی. جان
- جویی فورمن در نقش پلیس (چارلی)
- فابین دین در نقش گروهبان
- باک هنری در نقش بیمار روانی

## تولید
این رمان فروش بالایی داشت. به گفتهٔ تری ساترن، در ابتدا قرار بود دیوید پیکر تهیه‌کننده و فرانک پری کارگردان باشند و نقش کندی را هیلی میلز بازی کند، اما پدرش جان میلز اجازه نداد. سپس حقوق فیلم به دست کریستین مارکان افتاد که توانست دوستش مارلون براندو را متقاعد کند تا در فیلم بازی کند (مارکان به‌تازگی به براندو برای خرید جزیره‌ای در تاهیتی کمک کرده بود). همین باعث شد تا دیگر ستارگان همچون ریچارد برتون نیز جذب پروژه شوند و سرمایه‌گذاری از طریق کمپانی اِی‌بی‌سی فیلمز (ABC Films) تأمین شود.
ساترن گفت که مارکان «با انتخاب یک دختر سوئدی [اوا آئولین] برای نقش اصلی که شخصیتی کاملاً آمریکایی و از غرب میانه بود، مرا ناامید کرد. او فکر می‌کرد این کار جذابیت جهانی‌تری به شخصیت کندی می‌دهد. در همین زمان بود که از فیلم کناره گرفتم.» سپس مارکان از باک هنری خواست تا فیلمنامه را بنویسد.
ستارگان فیلم دستمزد هفته‌ای ۵۰٬۰۰۰ دلار دریافت کردند و برخی از آن‌ها مانند برتون، براندو، استار و جیمز کابرن درصدی از سود فیلم را نیز گرفتند. جیمز کابرن گفته است: «این فیلم می‌توانست بسیار بامزه‌تر باشد، اما زمان‌بندی کارگردان حالت اروپایی داشت. جوک‌ها همیشه یک ضرب‌آهنگ عقب بودند. در کمدی، سرعت مهم است. فکر می‌کنم [ستارهٔ فیلم] اوا آئولین فقط در دو فیلم دیگر بازی کرد، بعد با یک کنت یا بارون ایتالیایی ازدواج کرد. این تنها فیلمی بود که از آن پول درآوردم. چون سهمی از سود داشتم. مارلون براندو و ریچارد برتون هم همین‌طور. این خیلی نادر است که یک بازیگر سودی ببیند. البته آن زمان هنوز استودیوها حساب‌وکتاب چینی راه نینداخته بودند (با خنده).»
در مورد صحنه‌ای که گرایندل سعی می‌کند کندی را اغوا کند، مدیر تولید گری فردریکسون گفته که براندو واقعاً تلاش کرده با آئولین در برابر دوربین رابطه داشته باشد.
تری ساترن بعدها گفت: «نسخهٔ سینمایی فیلم کندی، گواهی روشن بر همهٔ آن چیزهای فاسدی است که دربارهٔ تولیدات استودیویی شنیده‌اید. آن‌ها ناگزیرند هر اثر اصیلی را آن‌قدر خراب کنند که دیگر حتی از دور هم به اصلش شباهت نداشته باشد.»